# 고하타 시호
고하타 시호(일본어: 高畑 志帆, 1989년 11월 12일 ~ )는 일본의 여자 축구 선수이다.

## 국가대표팀 경력
그녀는 2014년 AFC 여자 아시안컵에 참가할 일본 국가대표팀에 발탁되었으며, 5월 18일 요르단와의 경기에서 데뷔했다. 2014년 아시안컵 우승. 2015년 EAFF 여자 동아시안컵에도 출전했다. 그녀는 2015년까지 국제 A매치 통산 2경기에 출전했다.

## 통계
| 일본 | 일본 | 일본 |
| 연도 | 출전 | 득점 |
| ---- | ---- | ---- |
| 2014 | 1    | 0    |
| 2015 | 1    | 0    |
| 통산 | 2    | 0    |